# شنکزویل، پنسیلوانیا
شنکزویل، پنسیلوانیا (انگلیسی: Shanksville, Pennsylvania) یک بخش در شهرستان سامرست در ایالت پنسیلوانیا ایالات متحده آمریکا که طبق سرشماری سال ۲۰۱۰ بالغ بر ۲۳۷ تن جمعیت دارد. این منطقه مسکونی بر حسب منطقه آماری کلان‌شهری بخشی از جانزتاون، پنسیلوانیا می‌باشد.

## جمعیت‌شناسی

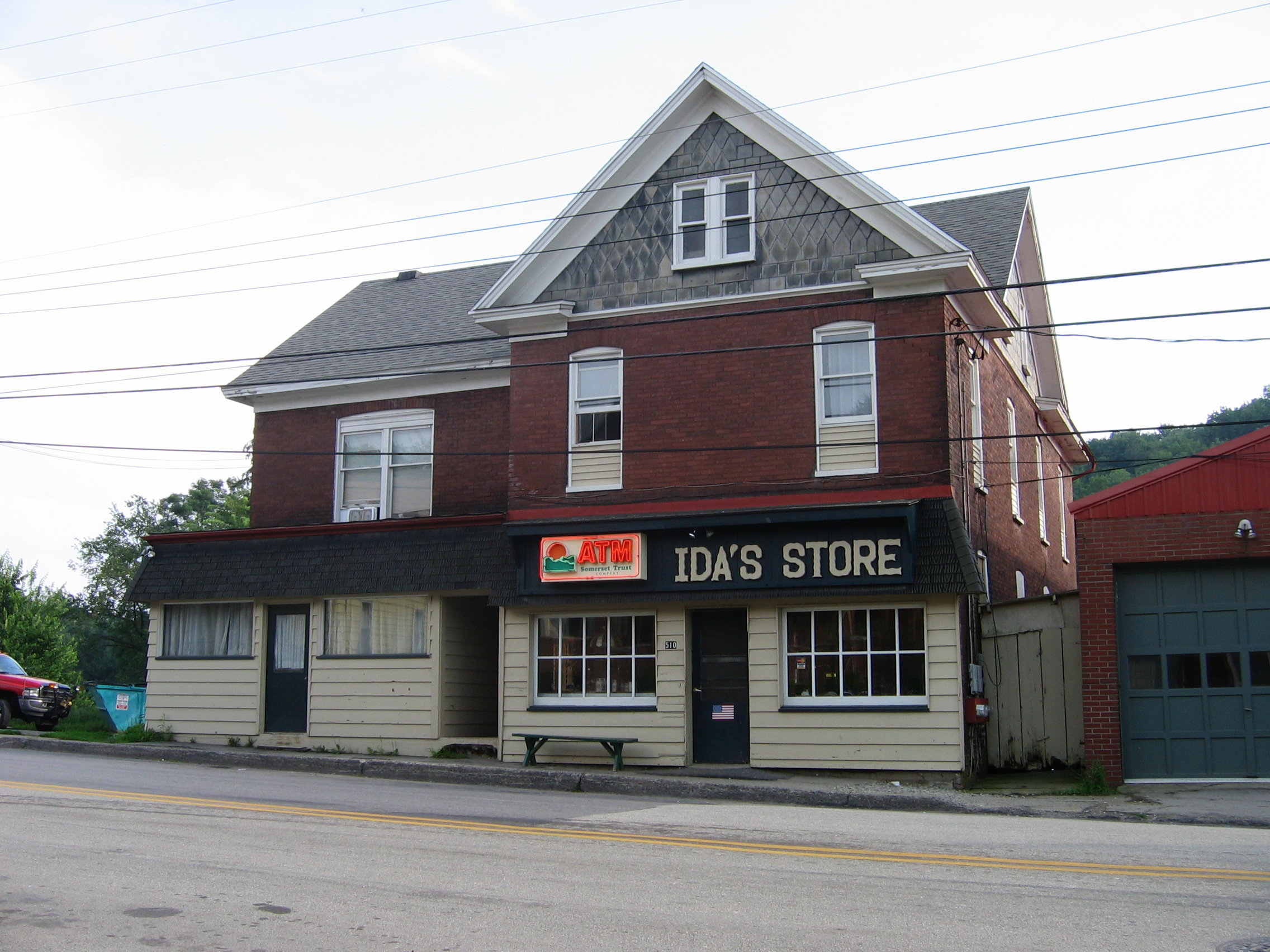
مرکز بخشداری بخش شنکزویل، پنسیلوانیا